# Araeovalva albiflora
Araeovalva albiflora är en fjärilsart som beskrevs av Edward Meyrick 1920. Araeovalva albiflora ingår i släktet Araeovalva och familjen stävmalar. Inga underarter finns listade i Catalogue of Life.